# ایجی (دوره)
ایجی (به ژاپنی: 永治 Eiji) نام یک عصر تاریخی ژاپنی (نِنگُو) بود. این عصر بعد از هوئن و قبل از
کوجی (دوره هی‌آن) قرار داشت و از اوت ۱۱۴۱ تا آوریل ۱۱۴۲ میلادی به طول انجامید. در طی این عصر امپراتور سوتوکو و امپراتور کونوئه، امپراتور ژاپن بودند.